# ساو
قرية ساو هي إحدى القرى التابعة لمركز ديروط في محافظة أسيوط في جمهورية مصر العربية. حسب إحصاءات سنة 2006، بلغ إجمالي السكان في ساو 6662 نسمة، منهم 3274 رجل و3388 امرأة.